# Pittsville (Maryland)
Pittsville – miasto w Stanach Zjednoczonych, w stanie Maryland, w hrabstwie Wicomico.